# كأس أوكرانيا 2017–18
كأس أوكرانيا 2017–18 هو الموسم 27 من كأس أوكرانيا. أقيم خلال الفترة 9 يوليو 2017 وحتى 9 مايو 2018، وأشرف على تنظيمه اتحاد أوكرانيا لكرة القدم، وكان عدد الأندية المشاركة فيه 45، وفاز فيه نادي شاختار دونيتسك.